# Peter Seum
Peter Paul Seum (* 2. Januar 1949 in Berlin; † 24. Dezember 1998 ebenda) war ein deutscher Schauspieler.

## Leben

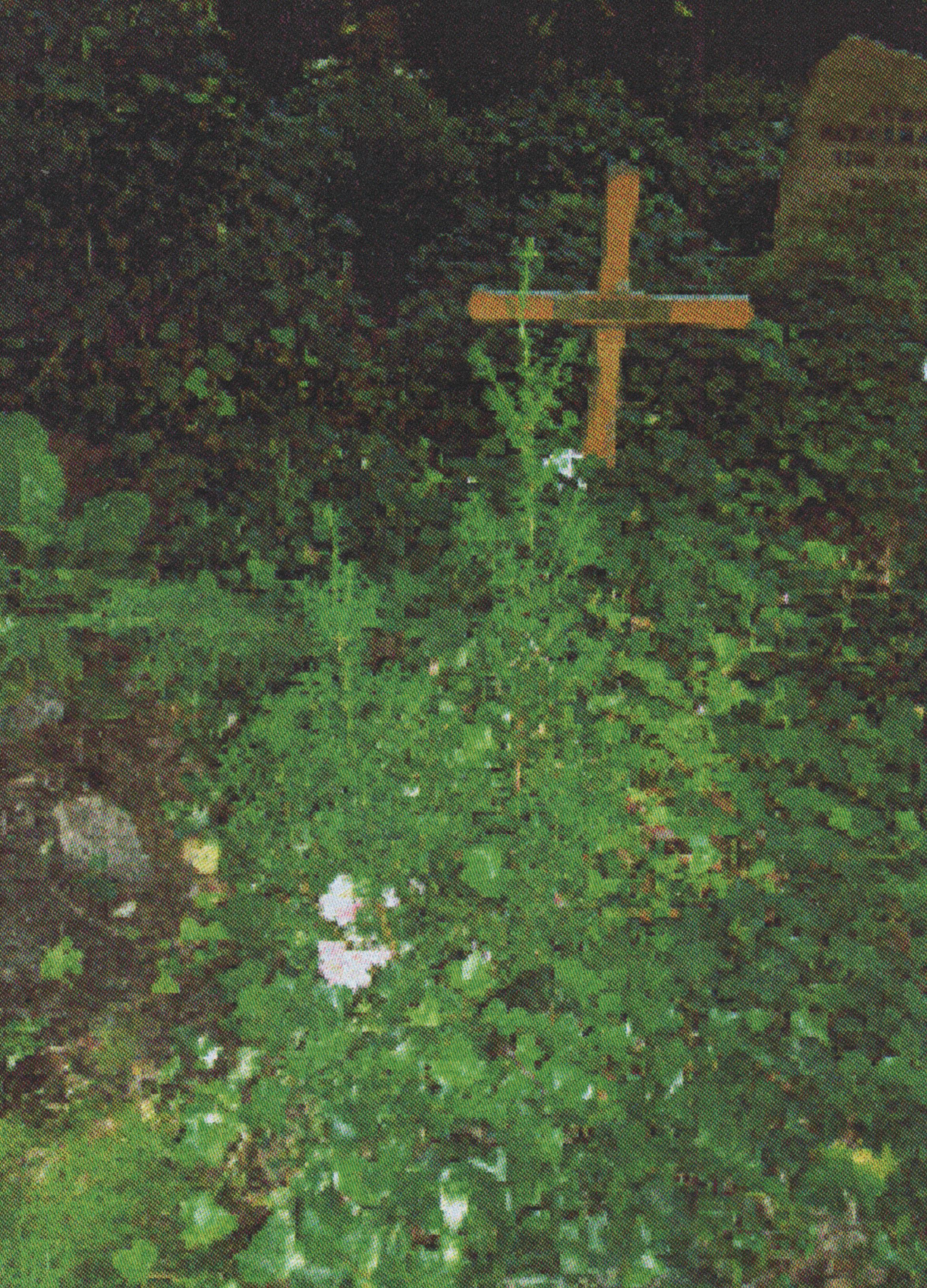
Grabstätte von Peter Seum

Seum absolvierte eine Schauspielausbildung an der Schauspielschule „Der Kreis“ (Fritz-Kirchhoff-Schule) in Berlin und begann seine künstlerische Laufbahn Anfang der 1970er Jahre an Kleinkunstbühnen wie dem Reutlinger Theater in der Tonne (1974/75). Von 1975/76 und 1978 spielte er am GRIPS-Theater in Berlin. 
Ab 1976 verlagerte Seum seinen künstlerischen Schwerpunkt allmählich auf  Fernsehproduktionen. Er spielte im Mehrteiler Ein Kapitel für sich nach Walter Kempowski, in Serien und Reihen wie Tatort, Der Landarzt, Wolffs Revier, Liebling Kreuzberg und in insgesamt acht Folgen der Krimiserie Achtung Zoll!. Zu seinen gelegentlichen Arbeiten für das Kino gehören die Komödien A.D.A.M.  mit Désirée Nosbusch und Einmal Ku’damm und zurück mit Ursela Monn. Einem breiten Publikum wurde Seum jedoch vor allem als Ermittler in Vorabendserien bekannt: In Detektivbüro Roth spielte er zwei Jahre lang an der Seite von Manfred Krug den Privatdetektiv Uli Roth, und in der ZDF-Serie SOKO 5113 war er drei Jahre lang – bis zu dessen Serientod 1983 – als KHM „Wolle“ Blaschke zu sehen.
Peter Seum ist der Vater des Musikers Danny Bruder.
Peter Seum starb an Heiligabend 1998 im Alter von 49 Jahren und ruht auf dem Waldfriedhof Zehlendorf in Berlin.

## Filmografie (Auswahl)
- 1965: Die Macht der Finsternis
- 1977: Tatort – Feuerzauber
- 1977: Der Weilburger Kadettenmord
- 1978: Die Straße
- 1979: Ein Kapitel für sich
- 1980: Achtung Zoll!
- 1980–1983: SOKO 5113
- 1981: Tatort – Katz und Mäuse
- 1983: Einmal Ku’damm und zurück

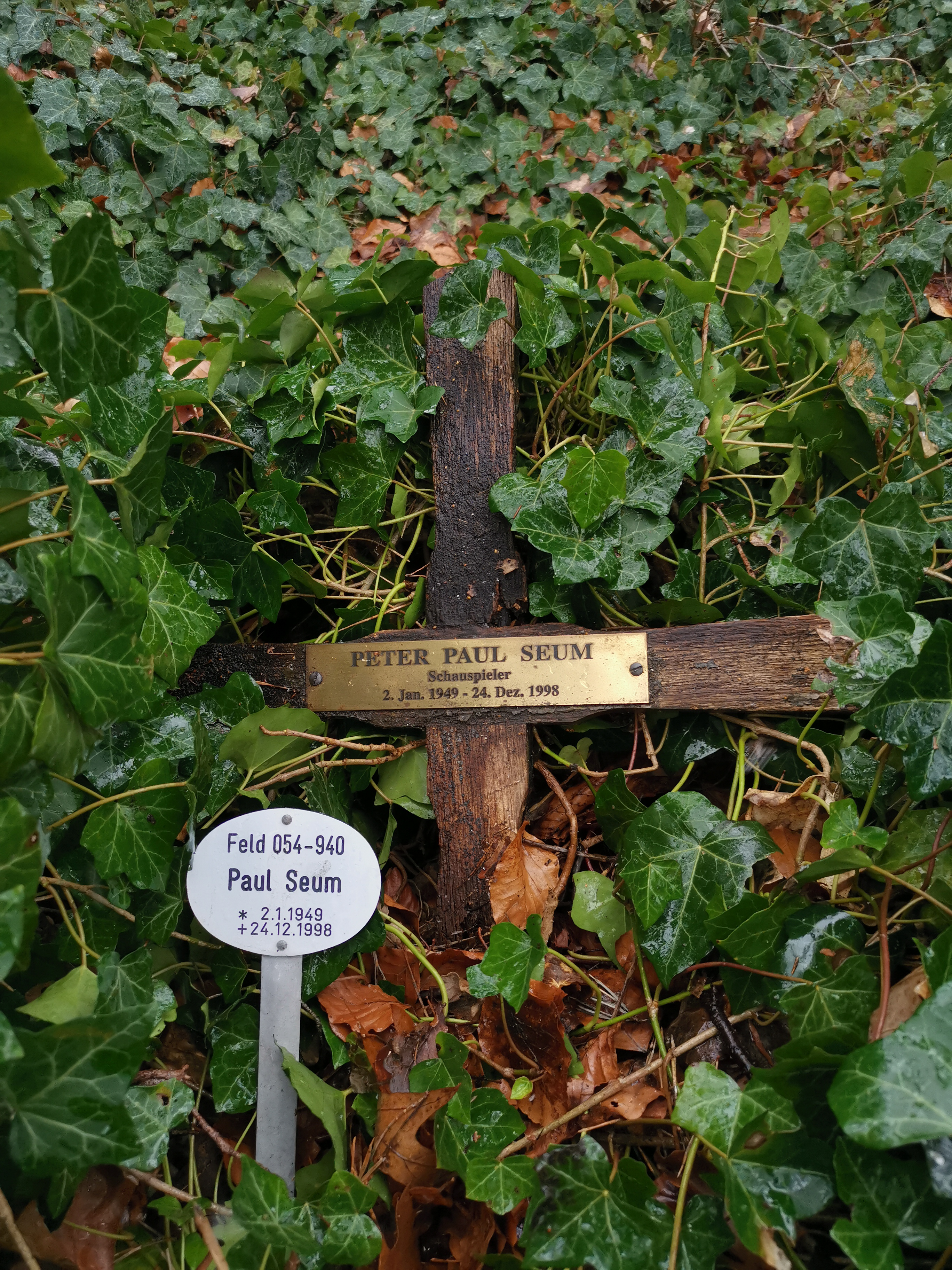
Grabkreuz auf dem Waldfriedhof Zehlendorf in Berlin (Feld 54-940), März 2023

- 1983: Kommissariat 9: Neues vom Aktienmarkt
- 1983: Kinder unseres Volkes
- 1984: Was soll bloß aus Dir werden?
- 1985: Der Fahnder
- 1985: Schöne Ferien – Urlaubsgeschichten aus Kenia (Fernsehreihe)
- 1986: Geschichten aus der Heimat (Fernsehserie) Episode: Loreley in Kollerum
- 1986–1987: Detektivbüro Roth
- 1988: A.D.A.M.
- 1989: Hotel Paradies
- 1993: Der Fahnder: Eine Landpartie